# فورترس (لغة برمجة)
فورترس (بالإنجليزية: Fortress)‏ تعني حرفياً قلعة أو حصن وهي لغة برمجة متوقفة للحوسبة الفائقة أنتجت بواسطة شركة البرمجيات صن ميكروسيستمز بتمويل من وكالة داربا ضمن مشروع أنظمة الحواسيب عالية الإنتاجية .

## أمثلة
برنامج أهلا بالعالم التقليدي كما جاء في مرجع فورترس:
```
component hello
export Executable
run() = println(“Hello, World!”)
end
```